# The Savage Poetry
The Savage Poetry to czwarty album niemieckiej power metalowej grupy Edguy. Wydany został przez AFM Records 25 czerwca 2000 roku. Jest on reedycją taśmy demo "Savage Poetry" nagranej w 1995 roku. W stosunku do pierwowzoru nieznacznie zmienił się tytuł (dodano "the" na początku) oraz kolejność utworów.

## Lista utworów
1. Hallowed – 6:14
2. Misguiding Your Life – 4:05
3. Key to My Fate – 4:34
4. Sands of Time – 4:40
5. Sacred Hell – 5:38
6. Eyes of the Tyrant – 10:01
7. Frozen Candle – 7:15
8. Roses to No One – 5:43
9. Power and Majesty – 4:53

limitowana edycja zawiera dodatkową płytę CD z oryginalną wersją albumu

## Twórcy
- Jens Ludwig – gitara
- Tobias Sammet – śpiew, gitara basowa, instrumenty klawiszowe
- Dirk Sauer – gitara
- Tobias Exxel – gitara basowa
- Felix Bohnke – perkusja
- Dominik Storch – perkusja (Tylko w wersji oryginalnej)